# Liste des députés de la IIe législature du Second Empire

Cette liste recense les personnes qui ont assuré un mandat de député au cours de la IIe législature du Second Empire.
- Haut – A
- B
- C
- D
- E
- F
- G
- H
- I
- J
- K
- L
- M
- N
- O
- P
- Q
- R
- S
- T
- U
- V
- W
- X
- Y
- Z

## H
- Léonce, Xavier, Aloïse, Emile Hallez-Claparède
- Antoine, Edouard Halligon
- Auguste, Victor du Hamel
- Justin Haudos
- Ernest, André, Marie, Constant Hébert
- Pierre, François Hennocque
- Jacques, Louis Hénon
- Alexandre Roubier d'Hérambault
- Léon, Marie Wartelle d'Herlincourt
- Frédéric, Christophe d'Houdetot

## Q
- Henri Mathieu Quesné

## T
- Lionel Hippolyte Alexandre Paul de Toulongeon
- Victor Marie Travot
- Guillaume Jacques Frédéric Boudin de Tromelin

## W
- Aimable Joseph Désiré Wattebled
- Alexis Charles de Wendel
- Mathieu Édouard Werlé